# Lysimeter

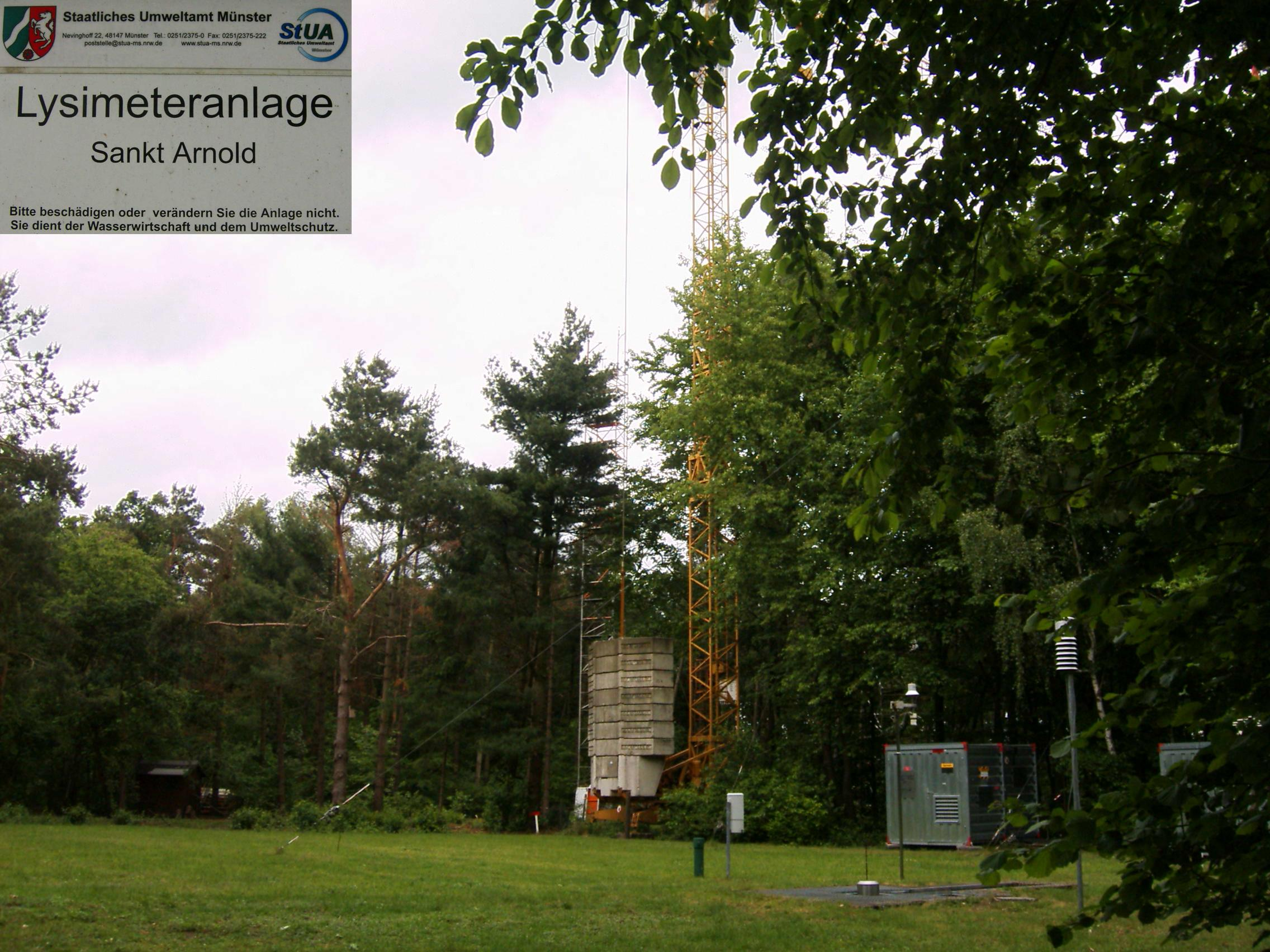
Großlysimeteranlage in Neuenkirchen/St. Arnold auf dem Münsterländer Kiessandzug

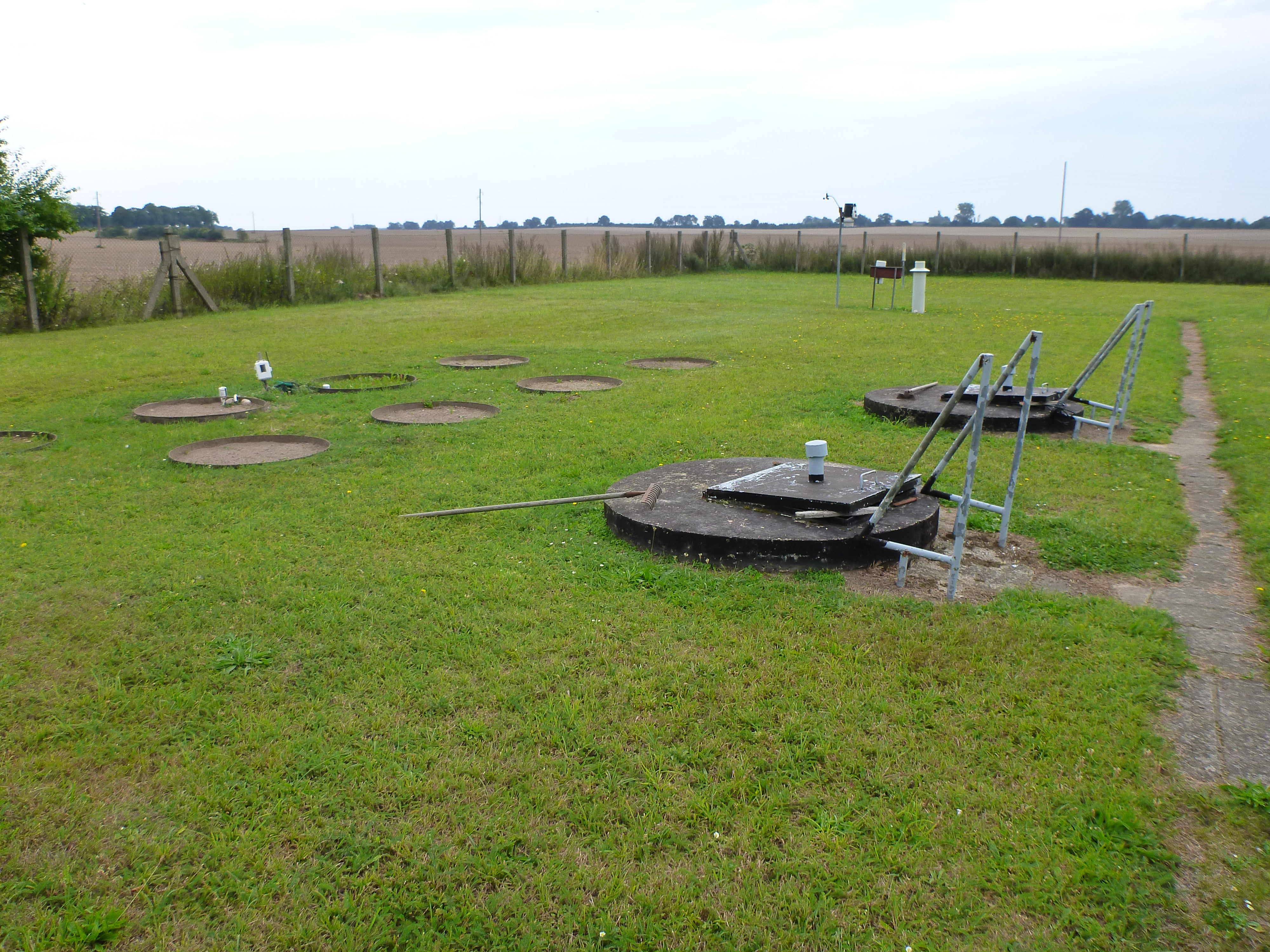
Lysimeterstation in Kittendorf vom Staatlichen Amt für Umwelt und Natur Neubrandenburg

Ein Lysimeter (von griech. lysis = Lösung, Auflösung und metron = Maß) ist ein Gerät zur Ermittlung von Bodenwasserhaushaltsgrößen (Versickerungsrate, Verdunstung) und zur Beprobung von Bodensickerwasser, um dessen Quantität und Qualität zu bestimmen. In der Umweltforschung und Landwirtschaft werden Lysimeter zur Erfassung von Wechselwirkungen bzw. Stofftransporten zwischen der Atmosphäre, den Pflanzen, dem Boden, der Tierwelt und dem Grundwasser verwendet.

## Funktionsweise

Funktionsweise einer Lysimeterstation

Lysimeter sind oben offene Zylinder, die mit einem Bodenkern gefüllt und in den Boden so eingelassen sind, dass sie mit ihrer Umgebung glatt abschließen. Am unteren Ende ist der Zylinder verschlossen. Das Sickerwasser wird am Boden des Zylinders aufgefangen und zu einer Messvorrichtung geleitet. Der im Lysimeter befindliche Boden ist in der Regel ein ungestörter Bodenkern aus der nahen Umgebung, kann bei speziellen Fragestellungen aber auch ein gestörter, künstlich geschichteter Boden sein. Die Oberfläche des Bodenkerns im Lysimeter ist meist mit der Vegetation der unmittelbaren Umgebung bewachsen.

## Einrichtung

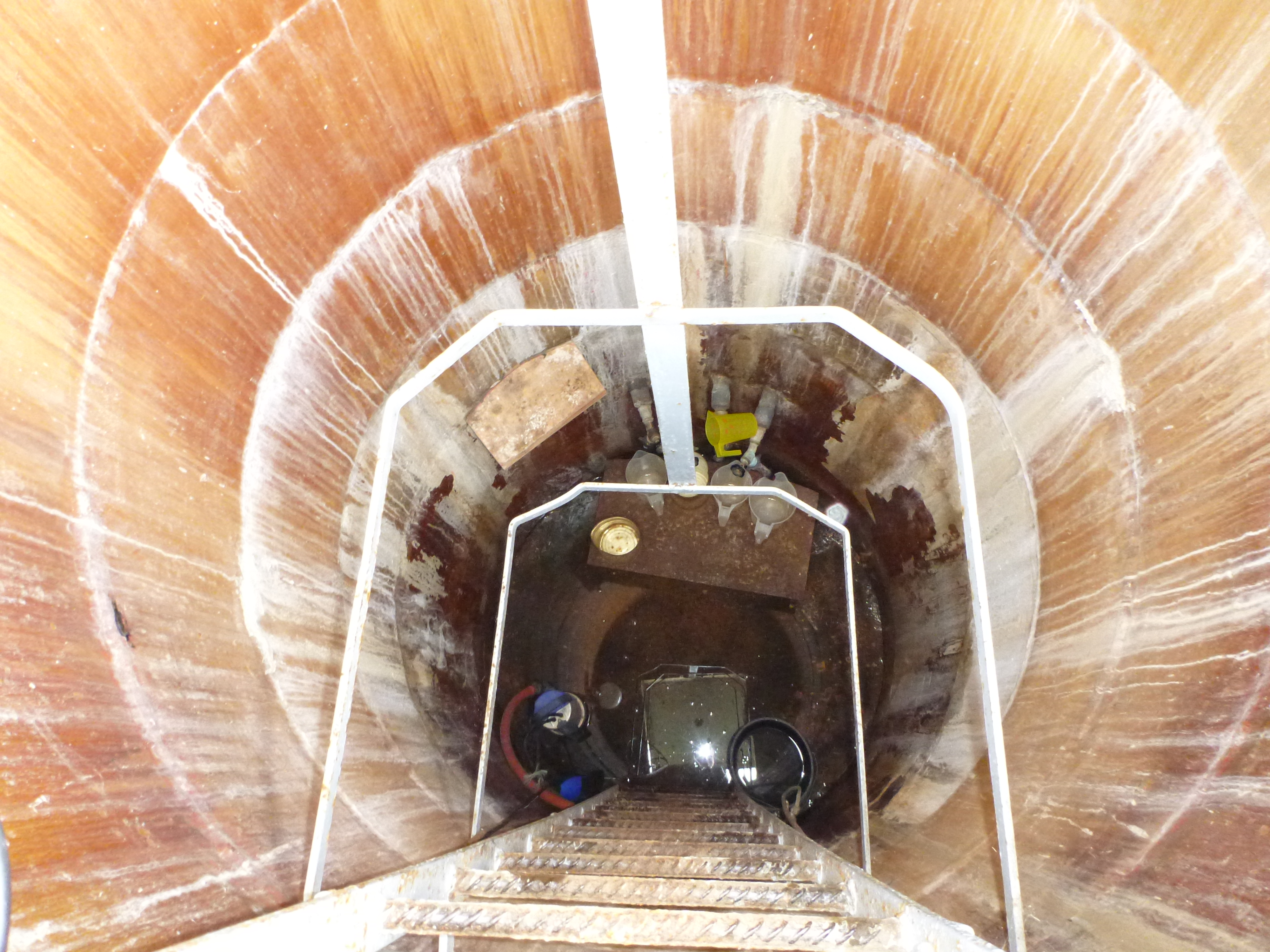
Blick in den Schacht, in dem die Wasserproben aus den offenen Zylindern gesammelt werden

Bei der Einrichtung eines Lysimeters ist zu beachten, dass die Einbaumaßnahmen eine erhebliche Störung des natürlichen Stoff- und Wasserhaushalts darstellen (Fuge zwischen Zylinder und Bodenkern, Vegetation u. a.) und dass es meist eine geraume Zeit dauert (bis zu ein oder zwei Jahren), bis sich wieder ein Gleichgewicht eingestellt und das Lysimeter sich seiner Umgebung angepasst hat. Erst dann sind brauchbare Messergebnisse zu erzielen.

## Lysimetertypen
Man unterscheidet Groß- und Kleinlysimeter. Großlysimeter sind teure bauliche Anlagen aus Metall (Lysimeterzylinder) oder aus Beton (Becken z. B. mit natürlicher Waldvegetation). Die Lysimeterzylinder haben einen Durchmesser von bis zu 3,2 m und eine Höhe von bis zu 3 m. Die Lysimeter stehen zum Teil auf Waagen (wägbare Lysimeter) und sind zur Kontrolle und Beprobung unterirdisch begehbar (Lysimeterkeller).
Kleinlysimeter haben Durchmesser von etwa 10–30 cm (z. B. aus Metall oder Keramik) und die Bodenkernhöhen betragen je nach Fragestellung etwa 10–30 cm. Sie können zusammen mit dem Auffanggefäß für das Sickerwasser von oben aus dem Boden entnommen und gewogen oder beprobt werden.
Schneelysimeter haben meist einen Durchmesser von 1,60 Meter und dienen ausschließlich der Bestimmung der aktuellen Schneeabtaurate.
Die Akademie der Landwirtschaftswissenschaften der DDR betrieb nördlich von Weimar (Ramsla/Buttelstedt) eine Lysimeteranlage von ca. 100 m × 100 m. Damit konnte langfristig der Wasserhaushalt von Getreide- oder Kartoffelschlägen beobachtet werden. Die am Schlagende installierte Messstation gehört zum Thüringer Landesamt für Landwirtschaft und Ländlichen Raum im benachbarten Jena.

## Messgrößen
Mit einem Lysimeter können Messgrößen zum Wasserhaushalt und Stoffhaushalt des Bodens und von Pflanzen (Pflanzenkoeffizient) gewonnen werden. Die Sickerwassermenge (Infiltration) kann man direkt durch Auffangen messen oder aus dem Gewicht des Lysimeters bestimmen. Die Differenz aus Niederschlagsmenge und Sickerwassermenge ist die Verdunstung (Evaporation bzw. Evapotranspiration).  Die chemische Analyse des Sickerwassers liefert Aussagen zum Stoffhaushalt (Nährstoffe, Schadstoffe u. a.).

## Anwendungsgebiete
Meteorologen benutzen wägbare Lysimeter zur Bestimmung der Verdunstung. Kleinlysimeter werden in der Umweltforschung eingesetzt, um die Migration von Schadstoffen von der Bodenoberfläche in den Boden zu verfolgen (z. B. über die Deposition eingetragene Schadstoffe). Großlysimeteranlagen gibt es nur wenige in Deutschland. In der Umweltforschung und Landwirtschaft geben Großlysimeter einen Bodenausschnitt wieder, in dem Wechselwirkungen bzw. Stofftransporte zwischen der Atmosphäre, den Pflanzen, dem Boden, der Tierwelt und dem Grundwasser unter natürlichen Bedingungen detailliert studiert werden können. Unter anderem werden Lysimeter zu Fragestellungen, die im Zusammenhang mit der globalen Erwärmung stehen, verwendet. Weiterhin dienen Lysimeter in der chemischen Industrie bei der Entwicklung von Pflanzenschutzmitteln, weil Daten zum Verhalten der Pflanzenschutzmittel (Migration, Abbau, Metabolite u. a.) bei der Zulassung vorgelegt werden müssen.